# Buried Alive: Live in Maryland
Buried Alive: Live in Maryland es un álbum en directo de la banda The New Barbarians. Fue grabado en el Capital Center Arena en Largo (Maryland) el 5 de mayo de 1979 durante la única gira de conciertos de la banda.

## Lista de canciones
| Disco 1 |                                                     |                                 |          |  |
| N.º     | Título                                              | Escritor(es)                    | Duración |  |
| 1.      | «Sweet Little Rock N Roller»                        | Chuck Berry                     | 4:20     |  |
| 2.      | «Buried Alive»                                      | Ron Wood                        | 6:27     |  |
| 3.      | «F.U.C. Her»                                        | Ron Wood                        | 4:48     |  |
| 4.      | «Mystifies Me»                                      | Ron Wood                        | 5:37     |  |
| 5.      | «Infekshun»                                         | Ron Wood                        | 4:56     |  |
| 6.      | «Rock Me Baby»                                      | Big Bill Broonzy, Arthur Crudup | 6:04     |  |
| 7.      | «Sure the One You Need» (Vocalista: Keith Richards) | Keith Richards, Ron Wood        | 4:49     |  |
| 8.      | «Lost & Lonely»                                     | Ron Wood                        | 4:29     |  |
| 9.      | «Love in Vain»                                      | Robert Johnson                  | 8:38     |  |
| 10.     | «Breathe on Me»                                     | Ron Wood                        | 10:23    |  |

| Disco 2 |                                                       |                               |          |  |
| N.º     | Título                                                | Escritor(es)                  | Duración |  |
| 1.      | «Let's Go Steady» (Vocalista: Keith Richards)         | Arthur Alexander              | 3:25     |  |
| 2.      | «Apartment No. 9» (Vocalista: Keith Richards)         | Johnny Paycheck, Bobby Austin | 4:13     |  |
| 3.      | «Honky Tonk Women»                                    | Mick Jagger, Keith Richards   | 5:50     |  |
| 4.      | «Worried Life Blues» (Vocalista: Keith Richards)      | Major Merryweather            | 4:07     |  |
| 5.      | «I Can Feel the Fire»                                 | Ron Wood                      | 6:44     |  |
| 6.      | «Come to Realise»                                     | Ron Wood                      | 5:11     |  |
| 7.      | «Am I Grooving You?»                                  | Bert Russell, Jeff Barry      | 9:39     |  |
| 8.      | «Seven Days»                                          | Bob Dylan                     | 6:03     |  |
| 9.      | «Before They Make Me Run» (Vocalista: Keith Richards) | Mick Jagger, Keith Richards   | 3:23     |  |
| 10.     | «Jumpin' Jack Flash»                                  | Mick Jagger, Keith Richards   | 7:38     |  |

## La banda
- Ron Wood: guitarra, armónica, pedal steel guitar, voz.
- Keith Richards: guitarra, piano, voz.
- Stanley Clarke: bajo eléctrico.
- Zigaboo Modeliste: batería.
- Ian McLagan: piano, órgano, coros.
- Bobby Keys: saxofón.